# Apochthonius indianensis
Apochthonius indianensis är en spindeldjursart som beskrevs av William B. Muchmore 1967. Apochthonius indianensis ingår i släktet Apochthonius och familjen käkklokrypare. Inga underarter finns listade i Catalogue of Life.